# '77 LIVE
'77 LIVEは、裸のラリーズのライブ・アルバム。

## 概要
1991年8月15日にCDでリリースされた。1977年3月12日の立川社会教育会館でのライブ音源が収録されている。
2022年10月12日に久保田麻琴によるリマスタリングを経て、2枚組CD、レコード、デジタル配信で復刻リリースされた。

## 収録曲

### DISC1
1. Enter the Mirror
2. 夜、暗殺者の夜（The Night, Assassin’s Night）
3. 氷の炎（Flame of Ice ）
4. 記憶は遠い（Memory is far away）

### DISC 2
1. 夜より深く（Deeper than the Night ）
2. 夜の収穫者たち（Reapers of the Night）
3. The Last One _1977